# Красная скрипка (фильм, 1998)
«Красная скрипка» (англ. Red Violin, фр. Le Violon Rouge) — кинофильм режиссёра Франсуа Жирара.

## Сюжет
Наше время. На аукционе «Дюваль» продаются скрипки. Лот номер 72 — последняя скрипка, сделанная великим Никколо Буссотти, шедевр XVII века, в отличие от других скрипок того же мастера покрытая лаком необычного красного цвета.

### Прошлое.Кремона. 1681
(Язык: Итальянский)
Беременной жене Никколо Буссотти Анне старуха-гадалка Ческа говорит о будущем, излагая канву истории скрипки, которую доделывает великий мастер. Смерть матери и ребёнка при родах заставляет мастера поставить точку. Его последняя скрипка оказывается в монастыре, и в течение 100 лет на ней играют лучшие дети-музыканты, там воспитывающиеся.

### Вена. 1793
(Языки: Немецкий и французский)
Один из них, Каспар Вайсс, привлекает внимание венского маэстро француза Жоржа Пуссена, преподавателя музыки и изобретателя метронома. Он забирает мальчика со скрипкой в Вену и учит его, тратя последние свои деньги и стремясь представить ко двору Принца Мансфельда вундеркинда. Мальчик поглощён скрипкой до того, что берёт её с собой в постель и болеет при одной мысли, что её могут отобрать у него. Сцена представления высочайшим особам, во время которой те разговаривают о возможной покупке скрипки, становится для Каспара последней — его сердце не выдерживает. Монахи монастыря хоронят мальчика вместе с его любимой скрипкой, но потом могильные воры крадут её.

### Оксфорд. 1890-е
(Языки: Английский и романский)
Скрипка попадает к цыганам. В лесу, на землях скрипача лорда Фредерика Поупа, звучит скрипичная музыка. На инструменте играет девушка-цыганка не цыганской внешности. Фредерик получает скрипку от цыган и выступает в Оксфорде, «вдохновляясь» перед выступлениями сексом с писательницей Викторией Бёрд. В творческих поисках, необходимых для окончания её романа, она уезжает в Россию. Вернувшись, застаёт Поупа играющим на скрипке и одновременно «вдохновляющимся» с другой женщиной. Финал их отношений — выстрел, который Виктория пытается сначала совершить в Поупа, потом в его новую любовницу и попадает в скрипку.
Слуга-китаец уезжает в Шанхай, украв повреждённую скрипку, которую продаёт старьёвщику; её чинят и вешают на витрину. Мать покупает скрипку дочке, Сян Пэй.

### Шанхай. Годы культурной революции. 1960-е
(Язык: Мандаринский)
Немолодого учителя музыки публично осуждают, с участием приехавшей активистки из Пекина, и заставляют бросить в огонь его скрипку как инструмент для исполнения «формальных» буржуазных симфоний, не нужных китайскому народу. Сян Пэй, член партии и супруга активного члена партии, тайно передаёт скрипку, купленную ей когда-то матерью «в другой жизни», на хранение учителю.
Смерть учителя музыки раскрывает его тайную коллекцию властям КНР, и чиновники из правительства решают продать скрипки на престижном аукционе. Для чего приглашают экспертов — Клару Леру и Чарльза Моррица. Морриц с помощью эксперта-реставратора Эвана Уильямса тайно покупает единственную копию Красной Скрипки, сделанную по заказу Фредерика Поупа.

### Наши дни.Монреаль. 1997
(Языки: Английский и французский)
Мистер Русельски пробует сыграть на скрипке и верит словам эксперта, который говорит про скрипку «ничего особенного». Чарльз Морриц получает результат анализа образца лака и узнаёт, что в лаке есть примесь крови и находит в скрипке автограф автора.

## В ролях

### Вена
- Жан-Люк Бидо — Жорж Пуссен
- Райнер Эггер — Брат Кристоф

### Оксфорд
- Джейсон Флеминг — Фредерик Поуп
- Грета Скакки — Виктория Бёрд
- Эва Мари Брайер — Сара
- Димитри Андреас — старый цыган
- Дэвид Гант — дирижёр
- Джошуа Белл — камео, один из сидящих скрипачей в оркестре.

### Шанхай
- Сильвия Чан — Шань Пэй
- Лю Цзыфэн — Чоу Юань
- Хун Тао — товарищ Чань Гун
- Тань Цзэнвэй — охранник
- Чжоу Чжицин — старший милиционер
- Ван Сяошуай — младший милиционер
- Цяо Чжи — старая женщина
- Рэй Янг — Шань Пэй в детстве
- Лидоу — ростовщик
- Цао Куньци
- Чжан Кай — оратор на съезде

### Монреаль
- Сэмюэл Л. Джексон — Чарльз Морриц
- Колм Фиори — ведущий аукциона
- Моник Меркюр — Клара Леру
- Дон Маккеллар — Эван Уильямс
- Иренеуш Богаевич — Русельски
- Джулиан Ричингс — Николас Олсберг
- Расселл Ен — взрослый Мин
- Сандра О — мадам Мин
- Реми Жирар
- Дэвид Ла Хэй
- Григорий Гладий — гардеробщик
- Шиина Макдональд — напарница Русельски

## Художественные особенности
- В фильме эффективно применён интересный монтажный приём, позволяющий довести накал эмоций зрителя, сопереживающего персонажам на экране, до высочайшей точки[2]. На протяжении всего фильма перед зрителем предстаёт с разных точек зрения и ракурсов одна и та же сцена аукциона. В то же время, перемежая эти показы ретроспективой истории скрипки, зрителя знакомят с присутствующими в зале персонажами. В результате к концу фильма зритель знает наизусть каждую деталь этой сцены и сопереживает чуть ли не каждому сидящему в зале. И каждому — по-своему. В сочетании с детективной линией и мистической компонентой финальные минуты оказываются весьма насыщены действием и эмоциями.

## Награды и номинации

### Награды
- 2000 — премия «Оскар» за лучшую музыку (Джон Корильяно)
- 1999 — 8 премий «Джини»: за лучший фильм (Нив Фичман), лучшую режиссуру (Франсуа Жирар), лучший сценарий (Франсуа Жирар, Дон МакКеллар), лучшую музыку (Джон Корильяно), лучшую операторскую работу (Ален Дости), лучшую работу художника-постановщика (Франсуа Сегин), лучшие костюмы (Рене Април), лучший звук
- 2000 CFCA Award Лучший оригинальный сценарий

### Номинации
- 1999 — 2 номинации на премию «Джини»: за монтаж (Гаэтан Юо) и за монтаж звука
- 2000 — номинация на премию «Золотой глобус» за лучший фильм на иностранном языке
- 2000 — номинация на премию «Грэмми» за лучшую инструментальную композицию, написанную для кино или телевидения (Джон Корильяно)